# Toni Anzenberger

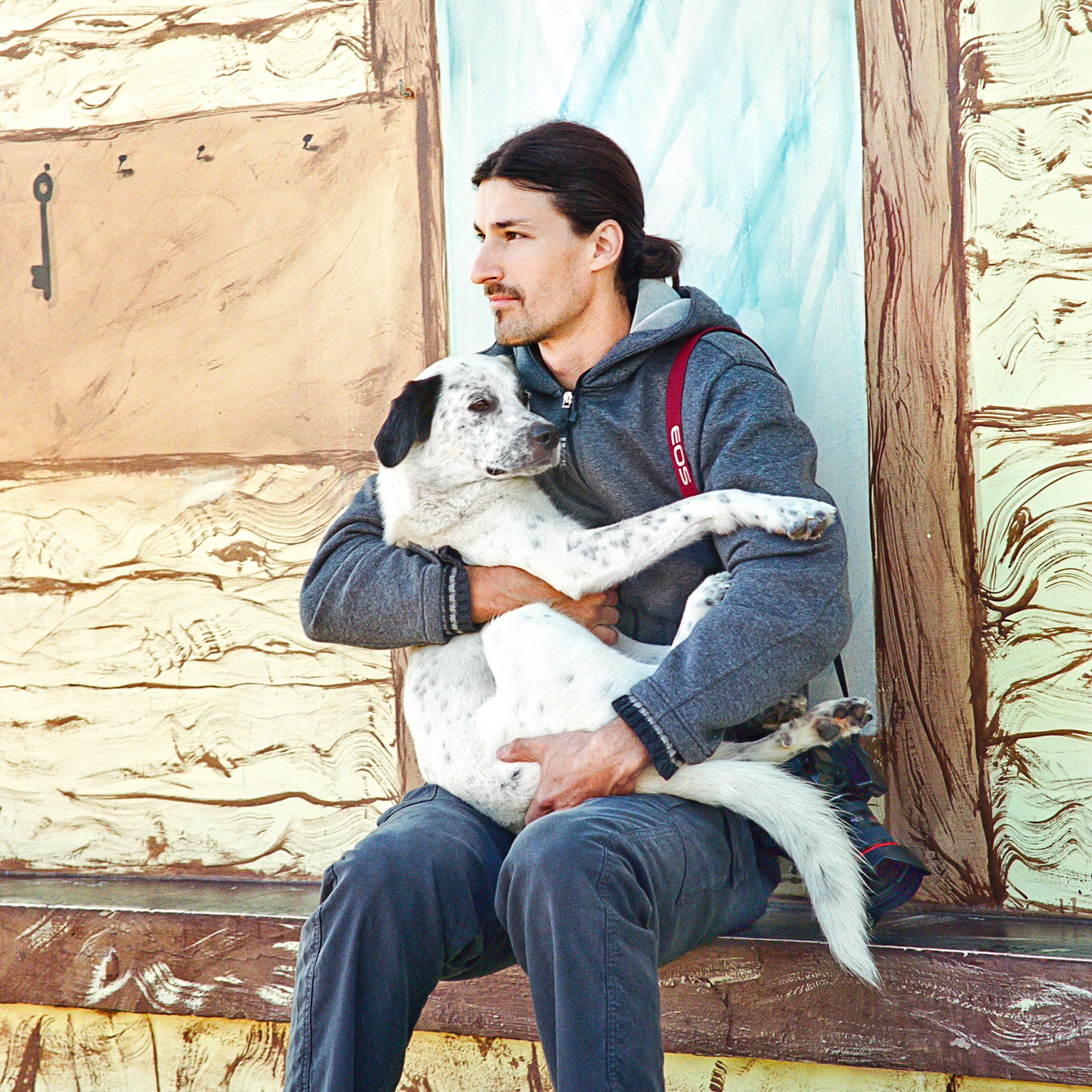
Toni Anzenberger mit Pecorino während der Arbeiten zum Buch Pecorino in Rimini im Oktober 1998

Toni Anzenberger (* 23. September 1969 in Wien) ist ein österreichischer Radsportler, Reisejournalist und Fotograf. 1987 war er Teil des österreichischen Junioren-Nationalteams der Radfahrer. Seit 1989 widmet er sich der Reportage-, Reise-, Sport- und Porträtfotografie. 1998 entdeckte er in Italien den Hund Pecorino. Bildgeschichten mit ihm wurden bisher in zwölf Bänden, 14 Kalendern und in mehr als 30 Ländern veröffentlicht und in der LEICA-Galerie in New York, im Palais Palffy in Wien und in Barcelona ausgestellt.

## Pecorino
Der Hund Pecorino wurde am 15. März 1998 in der Nähe von Verona geboren. Toni Anzenberger nahm den Mischlingswelpen auf und bei seinen Fotoreisen mit. Bei einer Landschaftsaufnahme lief Pecorino ins Bild und belebte die Aufnahme dadurch so sehr, dass Anzenberger ihn zu einem Hauptdarsteller seiner Bilder machte. Am 11. September 2012 ist Anzenbergers weitgereister treuer Begleiter sanft entschlafen.

## Werke
- Pecorino in Paris. Ars Vivendi, Cadolzburg 2001, ISBN 3-89716-234-2.
- Pecorino in Rimini. Ars Vivendi, Cadolzburg 2001, ISBN 3-89716-235-0.
- Pecorino in Wien. Ars Vivendi, Cadolzburg 2002, ISBN 3-89716-357-8.
- Pecorino Postkartenbuch. Ars Vivendi, Cadolzburg 2002, ISBN 3-89716-304-7.
- Pecorino in München. Ars Vivendi, Cadolzburg 2002, ISBN 3-89716-366-7.
- Pecorino in der Toskana. Ars Vivendi, Cadolzburg 2003, ISBN 3-89716-384-5.
- Pecorino in Nürnberg. Ars Vivendi, Cadolzburg 2004, ISBN 3-89716-502-3.
- Pecorino – Ein Hund entdeckt die Steiermark. Styria, Wien 2005, ISBN 3-222-13174-0.
- Pecorino – Weisheiten eines Hundes von Welt. Knesebeck, München 2009, ISBN 978-3-86873-021-0.
- Pecorino und die Kunst des Pilgerns. Residenz-Verlag, St. Pölten 2011, ISBN 978-3-7017-3229-6.
- Pecorino Posing Worldwide. Weigl Publ, 2008, ISBN 978-1-59036-858-9 (englisch).
- Pecorino – Die Reisen eines Promenadenmischlings. Fred & Otto Der Hundeverlag, 2015, ISBN 978-3-95693-025-6.
- Wien – Kaiserstadt.Weltstadt.Kulturmetropole. Pichler Verlag, Wien 2002, ISBN 3-85431-257-1.
- Wien – Traumstadt zum Verlieben. Styria Pichler Verlag, Wien 2003, ISBN 3-85431-305-5.
- Auf zum guten Leben! Fasten wie im Kloster. Styria Pichler Verlag, Wien 2004, ISBN 3-222-13144-9.
- Wien – Zauber einer Traumstadt. Pichler Verlag, Wien 2005, ISBN 3-85431-355-1.
- Graz – Eine Stadt in Bildern, A City in Pictures. Styria Verlag, Wien 2005, ISBN 3-222-13173-2.
- Traumland Steiermark. Styria Verlag, Wien 2006, ISBN 3-222-13180-5.
- Mystische Steiermark – Verborgenes Erbe.Heilende Wasser.Dunkle Welten. Styria Verlag, Wien 2005, ISBN 3-222-13213-5.
- Wien – Entdecken.Erleben.Erinnern. Pichler Verlag, Wien 2006, ISBN 3-85431-381-0, mit CD Sound of Vienna.
- Wien – Traumstadt zum Verlieben. Pichler Verlag, Wien 2007, ISBN 978-3-85431-451-6.
- Steiermark – Bilder einer Landschaft, Picture of a Landscape. Styria Verlag, Wien 2007, ISBN 978-3-222-13230-8.
- Oberösterreich – Vielfalt in vier Vierteln. Edition Oberösterreich, Wien 2007, ISBN 978-3-7012-0033-7.
- Oberösterreich – Eine Reise zwischen Böhmerwald und Dachstein. Edition Oberösterreich, Wien 2008, ISBN 978-3-7012-0039-9.
- Mystisches Oberösterreich – Dämonisches.Dunkles.Denkwürdiges. Edition Oberösterreich, Wien 2008, ISBN 978-3-7012-0037-5.
- Linz – Kulturhauptstadt an der Donau. Edition Oberösterreich, Wien 2008, ISBN 978-3-7012-0041-2.
- Steiermark – Ein Reiseführer. Styria Verlag, Wien 2008, ISBN 978-3-222-13242-1.
- Vorarlberg – Porträt einer Landschaft. Verlagsanstalt Tyrolia, Innsbruck 2009, ISBN 978-3-7022-3045-6.
- DUMONT Bildatlas Salzburger Land. 2. Auflage. DuMont Reiseverlag, Ostfildern 2016, ISBN 978-3-7701-9465-0.
- Salzburg – Ein Porträt von Stadt und Land. Verlagsanstalt Tyrolia, Innsbruck 2011, ISBN 978-3-7022-3124-8.
- Mystisches Salzburg – Sagenhaft.Urwüchsig.Verborgen. Verlag Anton Pustet, Salzburg 2011, ISBN 978-3-7025-0650-6.
- Caffè d’Italia – Eine Reise zu den schönsten Kaffeehäusern. Ars Vivendi Verlag, 2012, ISBN 978-3-86913-168-9.
- DUMONT Bildatlas Toskana. 3. Auflage. DuMont Reiseverlag, Ostfildern 2017, ISBN 978-3-7701-9447-6.
- Unterirdisches Salzburg – Verborgenes in Stadt und Land. Verlag Anton Pustet, Salzburg 2013, ISBN 978-3-7025-0723-7.
- Mystisches Oberösterreich – Dämonisches.Dunkles.Denkwürdiges. Styria Regional, Wien 2015, ISBN 978-3-7012-0206-5.
- DUMONT Bildatlas Sardinien. 3. Auflage. DuMont Reiseverlag, Ostfildern 2018, ISBN 978-3-7701-9496-4.
- Chiemgau und Rupertiwinkel – Über Königsschlösser, Lüftlmaler und Zauberberge. Verlag Anton Pustet, Salzburg 2016, ISBN 978-3-7025-0821-0.
- DUMONT Bildatlas Apulien Kalabrien. 2. Auflage. DuMont Reiseverlag, Ostfildern 2018, ISBN 978-3-7701-9376-9.
- DUMONT Bildatlas Kärnten. DuMont Reiseverlag, Ostfildern 2017, ISBN 978-3-7701-9388-2.
- MARCO POLO – Beste Stadt der Welt – Wien 2018. MAIRDUMONT Verlag, Ostfildern 2017, ISBN 978-3-8297-0879-1.
- DUMONT Bildatlas Wien. DuMont Reiseverlag, Ostfildern 2018, ISBN 978-3-7701-9393-6.
- DUMONT Bildatlas Gardasee. DuMont Reiseverlag, Ostfildern 2019, ISBN 978-3-7701-9508-4.
- DUMONT Italien Norden. DuMont Reiseverlag, Ostfildern 2019, ISBN 978-3-7701-9512-1.
- BAEDEKER Smart Mailand. Verlag Karl Baedeker, Ostfildern 2020, ISBN 978-3-8297-3431-8
- DUMONT Bildatlas Venedig Venetien. DuMont Reiseverlag, Ostfildern 2022, ISBN 978-3-6160-1253-7
- DUMONT Bildatlas Spanien Norden Jakobsweg. DuMont Reiseverlag, Ostfildern 2024, ISBN 978-3-6160-2159-1